# New York Giants
New York Giants este o echipă de fotbal american din East Rutherford, New Jersey reprezentând zona metropolitană New York. Ei fac parte din Divizia de Est a National Football Conference (NFC) din National Football League (NFL). Echipa joacă meciurile de acasă în East Rutherford, New Jersey pe MetLife Stadium, pe care mai joacă și New York Jets.

## Internaționali importanți
Jim Brown
George Moorhouse
Philip Slone